# Pfarrkirche Niederabsdorf

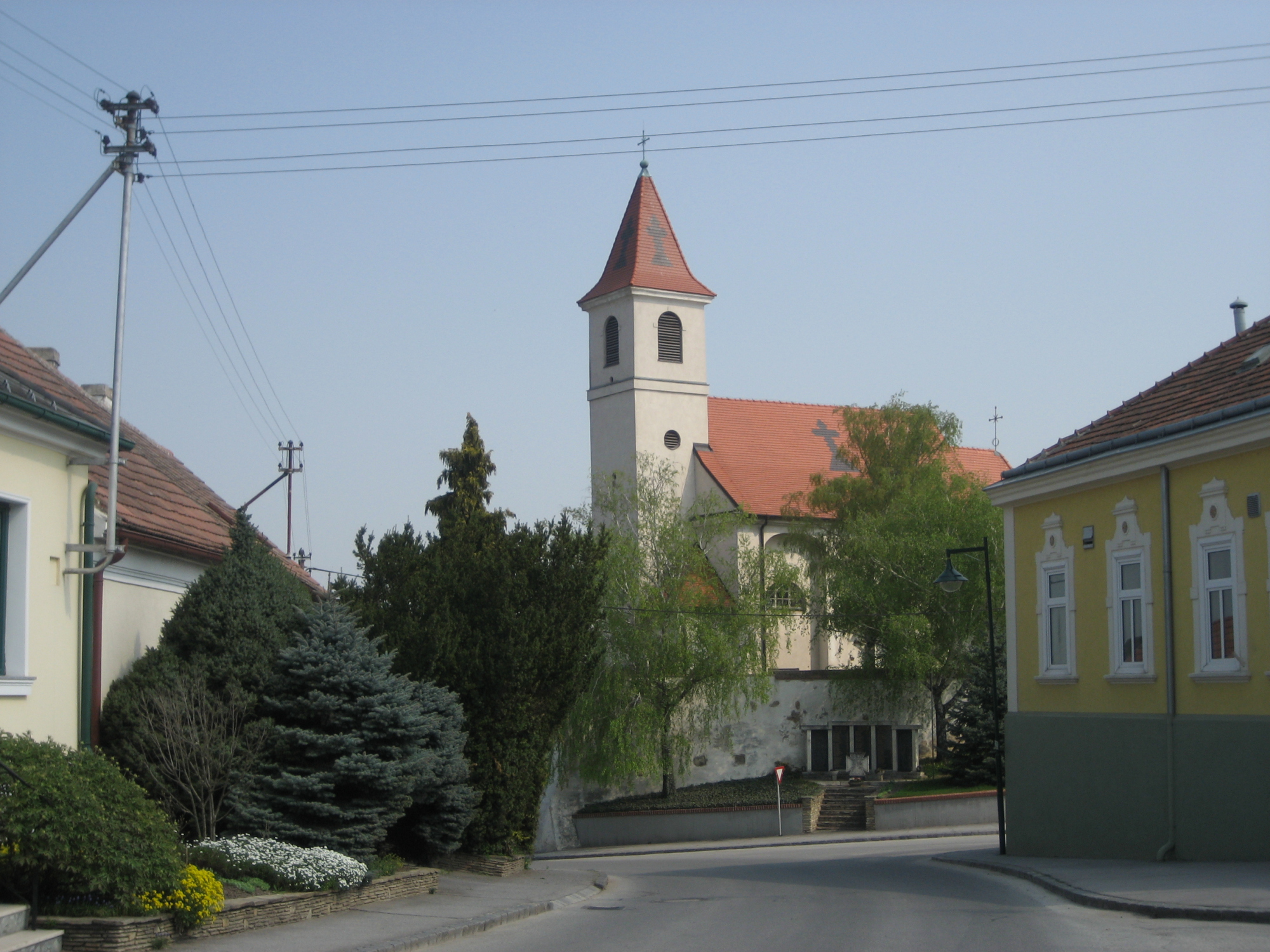
Pfarrkirche Mariä Himmelfahrt in Niederabsdorf

Die römisch-katholische Pfarrkirche Niederabsdorf steht in der Ortschaft Niederabsdorf in der Gemeinde Ringelsdorf-Niederabsdorf im Bezirk Gänserndorf in Niederösterreich. Sie ist dem Fest Mariä Himmelfahrt geweiht und liegt im Dekanat Zistersdorf im Vikariat Unter dem Manhartsberg der Erzdiözese Wien. Das Bauwerk steht unter Denkmalschutz (Listeneintrag).

## Lagebeschreibung
Die Kirche steht erhöht im Norden der Ortschaft Niederabsdorf. Sie wurde gemeinsam mit dem Schloss als wehrhafte Anlage auf dem ehemaligen Hausberg der Ortschaft errichtet. Ursprünglich war sie von einem Friedhof umgeben.

## Geschichte
Die Pfarre wurde bereits vor dem Jahr 1200 gegründet. Das romanische Langhaus hat einen Kern vom Anfang des 13. Jahrhunderts. Der gotische Chor stammt aus dem 14. Jahrhundert. 1665 wurde die Kirche barockisiert.

## Architektur

### Kirchenäußeres
Gemeinsam mit dem Schloss bildete die Kirche eine wehrhafte Anlage. Die Kirche besteht aus einem romanischen Langhaus, gotischen Chor und einem Turm. Der viergeschoßige Kirchturm mit einem Spitzhelm, möglicherweise ein ehemaliger Wehrturm, weist rundbogige Schallfenster auf. Das hohe Langhaus ist schlicht gehalten. Durch die Verstärkung der Mauern des Langhauses bildeten sich hochgezogene Blendarkaden. In diesen befinden sich Lünettenfenster. Am gotischen Chor sind Strebepfeiler mit Wasserschlägen. Im Chorschluss befindet sich ein wieder freigelegtes, zweibahniges, frühgotisches Maßwerkfenster. An der Südseite des Chores schließt die zweigeschoßige Sakristei an. Südlich des Langhauses steht eine mächtige Kreuzigungsgruppe aus der ersten Hälfte des 18. Jahrhunderts.

### Kircheninneres
Das dreijochige Langhaus der Kirche hat ein Tonnengewölbe mit Stichkappen. Das Gewölbe ruht auf flachen Wandvorlagen. Das östlichste Joch ist durch seichte Wandnischen querschiffartig erweitert. Die Orgelempore schwingt leicht vor und ist kreuzgratunterwölbt. Der Chor ist gegenüber dem Langhaus leicht erhöht und eingezogen. er hat ein Tonnengewölbe mit Stichkappen und schließt mit einem 5/8-Schluss. Im Tonnengewölbe sind rechteckige Putzfelder. Die südlich liegende Sakristei hat ein Kreuzgratgewölbe. Darüber befindet sich ein herrschaftliches Oratorium. Im Chor befindet sich ein Inschriftenstein, der auf die Erbauung und die Ausstattung Bezug nimmt. Er wurde 1665 von Ferdinand Graf Hohenfeld gestiftet.

## Ausstattung
Der klassizierende Hochaltar stammt aus dem dritten Viertel des 19. Jahrhunderts. Das Altarbild stellt die Himmelfahrt Mariens dar. Es wurde 1871 von Josef Keßler gemalt. Die Mensa ist vorgestellt. Der Tabernakel wird von adorierenden Engeln flankiert. Die barocken Seitenaltäre stammen aus der zweiten Hälfte des 17. Jahrhunderts. Es handelt sich dabei um strenge Säulenaltäre mit gesprengten Giebeln. Das Altarbild des rechten Seitenaltares zeigt den heiligen Sebastian und den heiligen Rochus. Das Bild wurde Ende des 17. Jahrhunderts gemalt. Im Auszug befindet sich ein Bild des Heiligen Geistes. Auf dem linken Seitenaltar befindet sich ein ikonenartiges Gnadenbild, das eventuell Maria Pötsch nachempfunden ist. Im Auszug ist ein Bild Gott Vaters.
Die Kanzel ist schlicht gehalten und stammt aus der zweiten Hälfte des 17. Jahrhunderts. In der Kirche ist außerdem ein mächtiges barockes Kruzifix aus dem 17. Jahrhundert. Die Kreuzwegbilder und die Kirchenbänke stammen aus der ersten Hälfte des 19. Jahrhunderts. Der Taufstein ist barock und wurde Ende des 17. Jahrhunderts geschaffen. In der Kirche befindet sich außerdem ein bemerkenswertes Epitaph für Hartmann Fürst Liechtenstein mit reicher figuraler Verzierung. Er weist eine Inschriftenkartusche mit Puttenrahmung auf. Darüber befindet sich das Wappen der Familie Liechtenstein von 1728. Das Epitaph stammt urkundlich von Josef Pliemb.

## Orgel
Die Orgel wurden 1895 von Albert Mauracher gebaut.

## Friedhof
Auf dem ehemaligen Friedhof stehen zwei barocke Grabsteine aus dem 18. Jahrhundert.